# Кротов, Антон Викторович
Анто́н Ви́кторович Кро́тов (28 января 1976, Москва) — российский путешественник, писатель, основатель и экс-президент Академии Вольных Путешествий.

## Биография
Антон Кротов родился в Москве в 1976 году. Мать — Мария Романушко. С детства начал писать небольшие художественные произведения. Первые путешествия Антон Кротов совершил в возрасте пятнадцати лет, перемещаясь в одиночку, преимущественно на электричках, в крупные города России, Украины и Белоруссии (1990—1991 гг.)
Окончив школу, он поступил в Московский авиационный институт на факультет прикладной математики, но спустя два с половиной года бросил обучение, чтобы полностью посвятить себя путешествиям. Официально непродолжительное время работал в газете для туристов и путешественников «Вольный ветер» (1995—1996 г). В настоящий момент занимается написанием, изданием и продажей книг, в основном собственных, а также книг других авторов схожей тематики. В 2001 году принял ислам, в 2016 году совершил хадж — паломничество в Мекку (Саудовская Аравия).[значимость факта?]

## Деятельность

### Академия Вольных Путешествий
В 1993 году основывает клуб «Переписка», целью которого является знакомство и общение с людьми, которых интересуют путешествия. В рамках клуба организовываются тематические вечера в квартире А. Кротова в Москве, издаётся неформальный литературный журнал «Почтовый ящик», совершаются групповые экспедиции в города России. Таким образом, расширяясь и развиваясь, в 1995 году клуб превращается в неформальное общественное объединение под названием «Академия Вольных Путешествий» (АВП).

### Проект «Дом для всех»

Путешественник дает лекцию в Нячанге (Вьетнам, 2025)

В 2006—2015 годах А.Кротов занимался проектом «Дом для всех». В одном из городов на несколько месяцев снимается дом или квартира, который становится базой для путешественников, для исследования этого региона. В 2006-15 годах А.Кротов организовал 14 «Домов для всех».
После 2015 года А.Кротов перешёл к реализации других похожих проектов. Тем временем, кроме Антона Кротова, «Дома для всех» с 2011 года стали организовывать и другие люди, знакомые с проектом. Такие Дома возникали (временно, на 2-3-4 месяца) и в других городах.
И впоследствии и другие путешественники, последователи Антона стали организовывать подобные дома, прежде всего в городах своего проживания. 

## Список произведений
Большинство своих путешествий А. Кротов описал в художественных книгах и путеводителях. Среди них:
- Антон Кротов «Практика вольных путешествий», М., Гео, 1995, 64 стр., 1520 экз., ISBN 5-86639-010-8
- А.Кротов, Д.Петров «Практика вольных путешествий», М., Гео, 1996, 64 стр., 10.000 экз.,. ISBN 5-86639-014-0
- Антон Кротов «Вперёд, к Магадану!», М., Гео, 1997, 64 стр, 300 экз. ISBN 5-86639-010-25-6; второе издание—ISBN 5-86639-035-3, М., 1997, 192 стр, 1000 экз
- Антон Кротов «Практика вольных путешествий», 3-е издание, М., Гео, 1997, 96 стр., 15.000 экз, ISBN 5-86639-027-2. Далее последовало ещё 12 изданий: ISBN 5-86639-030-2 (1997, 4-е изд., 96 стр); + ISBN 5-86639-043-4 (1998, 5-е издание, 96 стр), ISBN 5-93281-021-1 (6-е изд., 80 стр., 2001 г), ISBN 978-5-98296-047-4 (2009 г.), ISBN 978-5-98296-067-2 (издание 2011 г), ISBN 978-5-98296-117-4 (издание 2015 г), ISBN 978-5-98296-142-6 (2017 г)
- Антон Кротов «Наперегонки с весной», Александр Нетужилов «На горизонте Салехард». М., Гео, 1998, 300 экз, 32 стр, ISBN 5-86639-033-7
- Антон Кротов «Через семь границ», М., Гео, 1998, 96 стр., 1500 экз, ISBN 5-86639-038-8
- Антон Кротов «В Индию — по-научному» М., Гео, 1998, 144 стр., 1000 экз., ISBN 5-86639-044-2
- Антон Кротов «Гонки мудрости и Трансполярная магистраль», М., Гео, 1998, ISBN 5-86639-047-7:
- Антон Кротов. Азия для тебя: Практика волных путешествий в южных странах. М., Гео, 2003, 112 стр., 1500 экз., ISBN 5-86639-051-5
- А.Кротов. Дорожные байки: приключения в дороге и дома. М., Гео-МТ, 2004, 80 стр, третье издание, 3000 экземпляров
- Антон Кротов «Пути по России», М., Гео-МТ, 1999, 2-е изд., дополненное, 64 стр., 1000 экз., ISBN 5-93281-001-7
- Антон Кротов «Автостоп в Азии», М., Гео-МТ, 1999, 2000 экз., 128 стр, ISBN 5-93281-004-1
- Антон Кротов «Полярное сияние», Егор Пагирев «Две северных недели», рисунки Дмитрия Фёдорова. М., Гео-МТ, 2000, 48 страниц, 1000 экземпляров, ISBN 5-93281-007-6
- Антон Кротов «Это ты, Африка!», 1999, 160 стр, 1000 экземпляров, ISBN 5-93281-008-4
- Антон Кротов «Автостоп в Африке», М., Гео-МТ, 2001, 2000 экз карманного формата, 128 стр, ISBN 5-93281-009-2
- Антон Кротов «134 вопроса, 134 ответа обо всём». М., Гео-МТ, 2001, 96 стр, 2000 экз., ISBN 5-93281-015-7; третье издание 2002 г — ISBN 5-93281-028-9, издание 2009 г — ISBN 978-5-98296-041-2
- Антон Кротов «200 дней на юг, или Незаконченная кругосветка», М., Гео-МТ, 2002, 208 стр., 1000 экз., ISBN 5-93281-024-6. Впоследствии вышла допечатка, а потом и такая же книга, но с фотографиями, ISBN 978-5-98296-056-6
- Антон Кротов «Страна А, или автостопом по Афганистану», М., Гео-МТ, 2002, 24.9.02, 1500 экземпляров, 112 стр., ISBN 5-93281-029-7 и две допечатки этого же издания, ISBN 5-98296-024-1, и ISBN 978-5-98296-079-5 — с цветной вкладкой
- Вольная Африка: практический путеводитель по 40 странам Африки. Издание третье, исправленное и дополненное. М., Гео-МТ, 2005, 116 стр, ISBN 5-98296-009-8
- Антон Кротов. Третья Африканская экспедиция АВП. М, Гео-МТ, при участии ТК «Скринти», 2005, 80 стр., 300 экз., ISBN 5-98296-011-X
- Антон Кротов. Страна ККР. М., Гео-МТ, 2005, ISBN 5-98296-014-4
- Антон Кротов. От −50 до +50: автостопом и пешком по России, Азии, Африке. М., Гео-МТ, 2007, 208 стр + 16 стр вкладки, 1000 экз, ISBN 5-98296-026-8, впоследствии вышло второе издание, тоже 1000 экз., ISBN 978-5-98296-050-4
- Антон Кротов, Андрей Сапунов. Средняя Азия. М., 2008, 152 стр. 1000 экземпляров., ISBN 978-5-98296-029-0. Допечатка ISBN 978-5-98296-039-9
- Антон Кротов. Дом для всех. В Иркутске, Оше, далее везде. М., Гео-МТ, 2008. 160 стр., ISBN 978-5-98296-031-3
- Антон Кротов. Вольные стихи и другие приколы, М., 2008, ISBN 978-5-98296-032-0
- Антон Кротов. Индонезия и Малайзия: практический путеводитель. М., Гео-МТ, 2008, 144 стр. 1000 экз., ISBN 978-5-98296-036-8
- Антон Кротов «Автостопом по Индонезии и к папуасам», М., Гео-МТ, 2009, 200 стр + 48 стр цветных фото-вклеек. 1000 экз., ISBN 978-5-98296-042-9
- Антон Кротов, Андрей Сапунов. Египет по-настоящему: Каир и всё остальное. Практический и транспортный путеводитель. М., Гео-МТ, 2009, 216 страниц. Два тиража: первый 2000 экземпляров, второй тоже 2000. ISBN 978-5-98296-044-3
- Антон Кротов, Артём Русакович «Дальний Восток», путеводитель, 26.11.09, 1000 экз, ISBN 978-5-98296-052-8
- Антон Кротов «Дом для всех», 2 изд., М., Гео-МТ, 2010, 200 страниц большого формата А4, 500 экземпляров, ISBN 978-5-98296-054-2
- Антон Кротов. 220 вопросов, 220 ответов об автостопе и обо всём, М., 2012, 160 стр, 2000 экз., ISBN 978-5-98296-057-3
- А.Кротов «Таджикистан. Памир», 23.9.10. Тираж 1000 экз., ISBN 978-5-98296-064-1, впоследствии в 2013 допечатан с исправлениями и с ISBN 978-5-98296-091-7
- А.Кротов. Шри-Ланка сегодня: без царей и королей, без гидов и турфирм, без мифов и легенд. М., 2011, при участии фирмы «Турбина.ру». 128 стр, тираж 2000 экз., ISBN 978-5-98296-073-3
- А.Кротов. Индонезия — везде как дома. Практический путеводитель. М, Гео-МТ, 2011, 144 стр., 1000 экз, ISBN 978-5-98296-077-1
- А.Кротов. «Автостопом и на электричках по России». Москва, Гео-МТ, 2012, 528 стр., 1000 экз., ISBN 978-5-98296-081-8
- А.Кротов, Д.Насонов. Папуасы — без прикрас: практичесий путеводитель по второму острову Земли. М., Гео-МТ, 2011, 128 страниц, тираж 500, ISBN 978-5-98296-082-5
- А.Кротов «Китай — самая другая страна: вчера и сегодня», М., 2013, 2-е издание, 160 стр, ISBN 978-5-98296-092-4
- А.Кротов. Филиппины: дорожные заметки + полезные сведения, М., Гео-МТ, 2013, 80 стр, 1000 экземпляров, ISBN 978-5-98296-095-5
- А.Кротов «Автостопом в Индию», изд. 2-е, М., Гео-МТ, 2013, 184 стр., 1000 экз., ISBN 978-5-98296-096-2, в 2017 новое издание, дополненное, 192 стр., ISBN 978-5-98296-132-7
- А.Кротов. В нагорья и джунгли Новой Гвинеи, М., 320 стр + 48 стр цветных вкладок, 2013, 1000 экз., ISBN 978-5-98296-098-6
- А.Кротов, А.Сапунов, М.Оленева, А.Русакович. Мексика: практический путеводитель, М., 2013, Гео-МТ, 280 стр. 9.8.13. Раменская типография. 1000 экз., ISBN 978-5-98296-101-3
- А.Кротов «Восточная Африка», М., Гео-МТ, 2014, 176 страниц. Раменская типография, 1000 экз., ISBN 978-5-98296-108-2
- А.Кротов «Мадагаскар: практический путеводитель», М., 2014, 144 стр., 1000 экз., ISBN 978-5-98296-110-5
- «Антон Кротов отвечает на вопросы», М., 2015, 192 стр карманного формата, в белой обложке. Тираж 2000, ISBN 978-5-98296-115-0
- А.Кротов. Индонезия: от Суматры до Папуа (практический путеводитель). М., 224 стр., 2016, 1000 экземпляров, + ISBN 978-5-98296-119-8
- Антон Кротов. «От Калининграда до Анадыря», М., 2016, 176 стр + 48 стр цветной вкладки, 1000 экземпляров, ISBN 978-5-98296-129-7
- А.Кротов. «Медина. Мекка. Хадж. Заметки паломника», М., 2017, 144 стр + 32 стр цветной вкладки, 1700 экземпляров, ISBN 978-5-98296-133-4
- А.Кротов «Решение проблем по-простейшему», М., 2017, 128 стр., 1000 экз., ISBN 978-5-98296-138-9
- А.Кротов. Кыргызстан. Практический и транспортный путеводитель, М., 2018, 160 стр, ISBN 978-5-98296-139-6
- А.Кротов «Практика вольных путешествий», 12 издание, 128 стр, 2000 экз.
- А.Кротов, «Тёплая зимовка». М., Гео-МТ, 2018, 160 стр., 1000 экз., ISBN 978-5-98296-143-3
- А.Кротов, А.Кулешов «Дальний Восток», М., Гео-МТ, 256 стр., 1000 экз., ISBN 978-5-98296-158-7
- А.Кротов. Дорога в Чад. М., Гео-МТ, 320 стр + 32 стр цветной вкладки, 500 экз., ISBN 978-5-98296-170-9
- А.Кротов. Возвращение в Пакистан. М., Гео-МТ, 192 стр, 1000 экз, ISBN 978-5-98296-170-9
- Кротов А. В. 30 лет путешествий, 330 вопросов, 330 ответов о дороге и обо всём. М., Гео-МТ, 2021. 160 стр., 1000 экз, ISBN 978-5-98296-184-6
- А.Кротов. Япония и две Кореи. М., Гео-МТ, 2022, 128 стр., ISBN 978-5-98296-193-8
- А.Кротов. Мекка и Медина, хадж и умра. Заметки паломника. М., Гео-МТ, 2023, 216 стр., илл, + 16 стр цветной вкладки. 680 экз., ISBN 978-5-98296-210-2
- Антон Кротов. Как путешествовать без денег? Лайфхак от профессионального путешественника. — М., Алгоритм, 2017, 400 стр, тв.обл. 1500 экз., ISBN 978-5-906914-35-4
- Антон Кротов. Автостопом по России. — М., Армада-пресс, 2001, 416 стр., + 16 стр цв илл., тв.обл. 7000 экз., ISBN 5-309-00019-4
- Антон Кротов. Автостопом в Индию. — М., Армада-пресс, 2001, 464 стр., + 16 стр цв. илл., тв.обл. 7000 экз., ISBN 5-309-00020-8
- Антон Кротов. Автостопом по России. — М., Армада-пресс, 2001, 320 стр., + 16 стр цв илл., тв.обл. 7000 экз., ISBN 5-309-00231-6
- Anton Krotov. Pratique des voyages libres. — Rennes, Éditions Pontcerq, 2016. — 168 стр., ISBN 978-2-919648-12-2 и другие.